# Chonchu
Chonchu (Chonchu?) è un manhwa edito in Italia dalla Flashbook che narra la storia di un giovane uomo, Chonchu. Il manhwa si è concluso in Italia con l'uscita del quindicesimo numero, tuttavia, la storia non è ancora finita ed è stata lasciata intenzionalmente a metà dagli autori: Kim Byung-jin, il disegnatore, e Kim Sung-jae, il creatore della storia.

## Trama
Sin dall'infanzia Chonchu è tacciato di essere il figlio del demonio, ossia un'entità dalla immane forza distruttiva che porterà il mondo verso un'epoca di oscurità e morte. Effettivamente il protagonista è un personaggio controverso e sanguinario, un antieroe che non esita ad immergersi senza indugio in battaglie e massacri, uscendone miracolosamente illeso grazie ad un artefatto magico incastonato nel suo petto, chiamato "pietra del demonio". In realtà ciò che è immediatamente rivelato è che il vero figlio del demonio è il fratello di sangue di Chonchu, Ulfasso, che detiene la carica di Taemagniji, ossia monarca dello stato Wha, una delle potenze militari che popolano il mondo di Chonchu, e man mano che il racconto procede sempre più palesi si fanno i suoi progetti sanguinari di conquista.

## Personaggi
Chonchu: è il protagonista della storia. Nato nella tribù dei yaemeks e figlio del taemagniji, quando nacque il fratello Ulfasso lo maledisse con la pietra del demonio, un malefico artefatto, a causa del quale Chonchu viene da tutti scambiato per il figlio del demonio.
Ancora fanciullo Chonchu viene venduto, dal padre, al capo della tribù dei Mirmidons, un tremendo popolo guerriero, nella speranza così che il giovane possa trovare presto la morte in battaglia. Ma Chonchu spinto da grande voglia di vivere, è sopravvissuto, e tuttora combatte contro il suo destino di figlio del demonio, che lo porta a essere odiato da tutti!
Fassa: giovane esponente della tribu dei Komas, è la promessa sposa di Ulfasso, il fratello di Chonchu, tuttavia non sembra sposarlo per amore, ma solo per il desiderio di ridare lustro al suo clan, ormai in degrado. Pare invece provare dei sentimenti di affetto nei confronti di Chonchu, che però rinnega per senso del dovere.
Amir: la sorella di Agon, cresciuta con Chonchu ha sviluppato per lui un forte amore che la porterà quasi ad impazzire per ritrovarlo.
Agon: capo della tribù dei Mirmidons. Odia Chonchu poiché gli attribuisce la perdita del padre durante una dura lotta contro un forte clan.
Ulfasso: fratello gemello di Chonchu è lui il vero demonio: ha trasmesso al fratello parte della sua maledizione poco dopo la loro nascita. Vive nell'ossessione di uccidere Chonchu per paura che la gente del suo regno possa scoprire la sua vera natura.

## Stile
Il tratto è tipico di un manhwa: scuro e preciso nei particolari, con una certa smania per i retini. I personaggi manhwa solitamente sono adulti e Chonchu non smentisce né in questo né per quanto riguarda la classica durezza e violenza solita del genere.